# Syngrapha hochenwarthi
A Syngrapha hochenwarthi a rovarok (Insecta) osztályának a lepkék (Lepidoptera) rendjéhez, ezen belül a bagolylepkefélék (Noctuidae) családjához tartozó faj.

## Elterjedése
Európában főként a hegyvidéki területeken, Észak-Norvégiában és Finnországban, valamint a Balkánon, a Kaukázusban, az Ural- és az Altáj-hegységben fordul elő, 1700-2500 méter tengerszint feletti magasságig.

## Megjelenése
- lepke: 24–30 mm szárnyfesztávolságú. Az első szárnyait különböző barna színű sávok és fekete foltok díszítik egy megnyúlt csepp alakú ezüst bélyeggel. A hátsó szárnyai belső része narancssárga, sötétbarnás szegéllyel. A teste szőrös.
- hernyó: vörösesbarna színű, hátán sárga vonallal.
- báb: sötétbarna

## Életmódja
- nemzedék: egy nemzedékes faj, júniustól szeptemberig rajzik.
- hernyók tápnövénye: útifű fajok (Plantago)

## Fordítás
- Ez a szócikk részben vagy egészben  a   Hochenwarths Goldeule című német Wikipédia-szócikk fordításán alapul.  Az eredeti cikk szerkesztőit annak laptörténete sorolja fel. Ez a jelzés csupán a megfogalmazás eredetét és a szerzői jogokat jelzi, nem szolgál a cikkben szereplő információk forrásmegjelöléseként.